# 1" tipo C

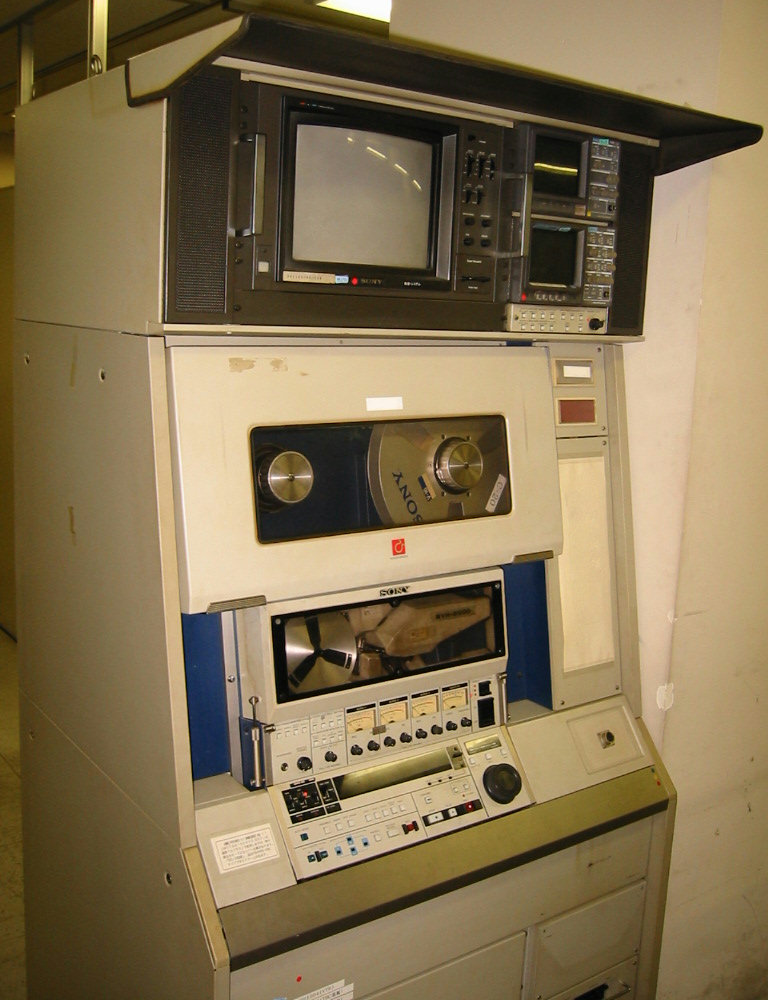
Magnetoscopio Sony modelo BVH-2000.

El 1" tipo C es un formato de grabación magnética de vídeo sobre cinta de una pulgada de carrete abierto. La versión conocida como "formato C" es la evolución acordada por Ampex y Sony a partir del "formato A", introducido por Ampex.

## Características

### De formato
Las características del formato eran equivalentes a las del formato B: dos canales de audio y otro adicional para el código de tiempo longitudinal, gran calidad de imagen (pero sin los defectos de bandas inherentes al tipo B) y total flexibilidad de operación.

### De grabación
En cuanto a la grabación, esta se caracteriza por grabar a través de una única cabeza de vídeo, montada sobre un tambor giratorio de gran tamaño alrededor del cual la cinta se arrolla en un lazo de casi 360 grados (arrollamiento Omega). Por tanto (a diferencia del Tipo B) al detener la cinta, la cabeza está en contacto con una pista que contiene una imagen completa, y los modos de reproducción variable son posibles gracias a una cabeza de lectura montada sobre un actuador piezoeléctrico que posiciona el entrehierro sobre la pista en un amplio rango de velocidades (entre la reproducción hacia atrás y la reproducción acelerada tres veces). Sin embargo, no es posible la grabación del intervalo vertical de la señal de vídeo, por lo que es necesario añadir otra cabeza adicional para este fin.

## Desventajas
Debido a su enhebrado de casi 360 grados, no era posible el uso de cartuchos de cinta. Además requería complejos correctores de base de tiempo digitales, debido a la inestabilidad de lectura de un tambor de cabezas de gran diámetro.

## Mercado
El formato C fue el más extendido debido a sus características operativas y al respaldo de sus fabricantes. Por ello obtuvo un mercado mayor y una carrera comercial considerable. Se le considera el formato de broadcast de referencia de los años 80.